# 科尔内利娅·克韦西奇
科尔内利娅·克韦西奇（1963年8月25日—），波斯尼亚和黑塞哥维那女子篮球运动员。她曾代表南斯拉夫国家队参加1988年夏季奥林匹克运动会篮球比赛，获得一枚银牌。